# هالوك يلدريم
هالوك يلدريم (بالتركية: Haluk Yıldırım)‏ مواليد 25 يونيو 1972 في بورصة، هو لاعب كرة سلة تركي سابق. بدأ مسيرته الاحترافية في سنة 1990. يبلغ طوله 6 قدم 7 بوصة (2.0 م). حقق المركز الثاني في بطولة أمم أوروبا لكرة السلة 2001. اعتزل اللعب في 2012.

## المسيرة الاحترافية
لعب مع أولكرسبور من سنة 1993 إلى 2004، ثم لعب مع بشكتاش لكرة السلة في الدوري التركي في موسم 2004-2005، ثم لعب مع تورك تيليكوم من سنة 2005 إلى 2008، ثم لعب مع بشكتاش لكرة السلة في الدوري التركي من سنة 2008 إلى 2010، ثم لعب مع غلطة سراي لكرة السلة من سنة 2010 إلى 2012.

## الإنجازات
- فاز مرة واحدة بكأس تركيا

## روابط خارجية
- هالوك يلدريم على موقع الاتحاد الدولي لكرة السلة (الإنجليزية)
- هالوك يلدريم على موقع الدوري الأوروبي لكرة السلة (الإنجليزية)
- هالوك يلدريم على موقع كرة السلة الأوروبية.كوم (الإنجليزية)
- هالوك يلدريم على موقع ريلجم (الإنجليزية)
- هالوك يلدريم على موقع بروبوليرز (الإنجليزية)
- هالوك يلدريم على موقع سبورتس رفرنس (الإنجليزية)